# Флаг Чернышковского района
Флаг Черны́шковского района является официальным символом муниципального образования Чернышковский муниципальный район Волгоградской области Российской Федерации, отражающим исторические, географические и экономические особенности района.
Флаг утверждён 25 апреля 2007 года решением Чернышковской районной думы № 17/4 и внесён в Государственный геральдический регистр Российской Федерации с присвоением регистрационного номера 4063.

## Описание
«Флаг представляет собой прямоугольное красное полотнище с белой диагональной полосой (от верхнего у древка к нижнему углу против древка), воспроизводящее композицию герба Чернышковского муниципального района Волгоградской области в красном, белом и жёлтых цветах».

## Обоснование символики
Красный цвет полотнища флага напоминает о преемственности российских символов и символизирует храбрость, мужество и неустрашимость казаков области войска Донского и их потомков, жителей других национальностей проживающих на территории Чернышковского муниципального района Волгоградской области.
Белая фигура женщины — святая мученица Параскева Пятница, чей образ был найден казаками Есауловской станицы 2-го Донского округа Области Войска Донского в начале XX века.
Мученица пользовалась у православного народа особой любовью и почитанием как покровительница полей и скота. Она также исцеляла людей от самых тяжёлых душевных и телесных недугов. Параскева Пятница — бабья святая, так как женщины считают её своей заступницей и защитницей.
На месте находки была построена женская монашеская обитель и вырыт Святой колодец.
В нижней части флага расположен золотой хлебный сноп, указывающий на хозяйственную особенность района — земледелие. На него наложены две старинные казачьи сабли, символизирующие богатое историческое прошлое Донского казачества, некогда поселившегося и закрепившегося в этом краю.
Белая полоса на флаге символизирует правый приток Дона — реку Цимлу, протекающую через весь Чернышковский муниципальный район.